# العلاقات الأوزبكستانية الغيانية
العلاقات الأوزبكستانية الغيانية هي العلاقات الثنائية التي تجمع بين أوزبكستان وغيانا.

## مقارنة بين البلدين
هذه مقارنة عامة ومرجعية للدولتين:
| وجه المقارنة                                              | أوزبكستان       | غيانا        |
| --------------------------------------------------------- | --------------- | ------------ |
| المساحة (كم2)                                             | 448.98 ألف      | 214.97 ألف   |
| عدد السكان (نسمة)                                         | 32.39 مليون     | 777.86 ألف   |
| الكثافة السكانية (ن./كم²)                                 | 72.14           | 3.62         |
| العاصمة                                                   | طشقند           | جورج تاون    |
| اللغة الرسمية                                             | اللغة الأوزبكية | لغة إنجليزية |
| العملة                                                    | سوم أوزبكستاني  | دولار غياني  |
| الناتج المحلي الإجمالي (بليون دولار)                      | 48.72 مليار     | 3.68 مليار   |
| الناتج المحلي الإجمالي (تعادل القوة الشرائية) بليون دولار | 190.50 مليار    | 5.77 مليار   |
| الناتج المحلي الإجمالي الاسمي للفرد دولار أمريكي          | 2.13 ألف        | 4.13 ألف     |
| الناتج المحلي الإجمالي للفرد دولار أمريكي                 | 5.57 ألف        |              |
| مؤشر التنمية البشرية                                      | 0.675           |              |
| رمز المكالمات الدولي                                      | +998            | +592         |
| رمز الإنترنت                                              | .uz             | .gy          |
| المنطقة الزمنية                                           | ت ع م+05:00     | 00           |

## منظمات دولية مشتركة
يشترك البلدان في عضوية مجموعة من المنظمات الدولية، منها:
| علم المنظمة | اسم المنظمة                               | تاريخ انضمام أوزبكستان | تاريخ انضمام غيانا |
| ----------- | ----------------------------------------- | ---------------------- | ------------------ |
|             | مؤسسة التنمية الدولية                     | 24 سبتمبر 1992         | 4 يناير 1967       |
|             | يونسكو                                    | 26 أكتوبر 1993         | 21 مارس 1967       |
|             | وكالة ضمان الاستثمار متعدد الأطراف        | 4 نوفمبر 1993          | 18 يناير 1989      |
|             | الأمم المتحدة                             | 2 مارس 1992            | 20 سبتمبر 1966     |
|             | الاتحاد البريدي العالمي                   | ?                      | ?                  |
|             | البنك الدولي للإنشاء والتعمير             | 21 سبتمبر 1992         | 26 سبتمبر 1966     |
|             | الاتحاد الدولي للاتصالات                  | 10 يوليو 1992          | 8 مارس 1967        |
|             | منظمة حظر الأسلحة الكيميائية              | ?                      | ?                  |
|             | مؤسسة التمويل الدولية                     | 30 سبتمبر 1993         | 4 يناير 1967       |
|             | المركز الدولي لتسوية المنازعات الاستشارية | 25 أغسطس 1995          | 10 أغسطس 1969      |
|             | منظمة الشرطة الجنائية الدولية             | ?                      | ?                  |

## وصلات خارجية
- موقع وزارة الخارجية الأوزبكستانية
- موقع وزارة الخارجية الغيانية